# Абдулла ас-Судаїрі
Абдулла ас-Судаїрі (араб. عبد الله السديري; нар. 2 лютого 1992) — саудівський футболіст, воротар клубу «Аш-Шабаб».
Виступав, зокрема, за клуб «Аль-Гіляль», а також національну збірну Саудівської Аравії.

## Клубна кар'єра
У дорослому футболі дебютував 2010 року виступами за команду клубу «Аль-Гіляль», в якій провів шість сезонів, взявши участь у 45 матчах чемпіонату.
Протягом 2016—2017 років захищав кольори команди клубу «Аль-Вахда» (Абу-Дабі).
До складу клубу «Аш-Шабаб» приєднався 2017 року.

## Виступи за збірну
У 2013 році дебютував в офіційних матчах у складі національної збірної Саудівської Аравії.
У складі збірної був учасником кубка Азії з футболу 2015 року в Австралії.